# Eddie Meduza
Errol Leonard Norstedt, artistnamn Eddie Meduza, född 17 juni 1948 i Örgryte församling, Göteborg, död 17 januari 2002 i Nöbbele utanför Växjö, var en svensk kompositör, textförfattare, komiker, sångare och multiinstrumentalist. Bland de instrument han spelade märks gitarr, elbas, trummor, dragspel, munspel, saxofon, blockflöjt och klaviatur.

## Biografi
Errol Norstedt föddes på Varbergs sjukhus och bodde i Örgryte i Göteborg, men kom tidigt till Gislaved i Småland. Han var son till Stig Norstedt (1930–1979) och Mary Pettersson (1922–1983). Han hade fyra syskon, varav samtliga har olika fäder. Hans barndom präglades av föräldrarnas alkoholproblem och ständiga flyttar. När Norstedt var 13 år hade han bott på 30 olika ställen, bland annat i Mellerud och i Båraryd. Han blev mobbad i skolan och misshandlad av sin styvfar.
Norstedt drömde tidigt om att bli musiker och köpte sin första gitarr som 15-åring. På 1960-talet spelade han i flera olika band, bland annat Pack of Losers, ett coverband från Tidaholm som inte rönte några större framgångar. Under början av 1970-talet förvandlades de till dansbandet Anders Norstedts orkester. Innan Norstedt försökte sig på en egen karriär försörjde han sig under senare delen av 1970-talet som låtskrivare till andra dansband, såsom Streaplers, Trio me' Bumba och Tommy Elfs.
Sin första egna skiva släppte han 1975. Det självbetitlade albumet Errol sålde dock sämre än förväntat och fick därför ingen uppföljare. 1976, året efter albumfloppen, kunde man finna hans annonser i herrtidningarna Lektyr och FIB Aktuellt för kassetten Mannen utan hjärna, utgiven under pseudonymen E. Hitler & Luftwaffe (ibland även skrivet E. Hilter & Luftkaffe). Omslag och kassett kopierade han hemma och inspelningen sköttes på hans egen utrustning. Han drog dock snabbt tillbaka kassetten då han ångrade en av låtarna och gav istället året efter ut kassetten E Hilter & Luftkaffe nr 1, som snart följdes av Nr 2.
Efter att ett tag inofficiellt ha kallat sig Eddie Nowels (en medveten "försvenskning" av "Knowles", för att han skulle kunna behålla sina initialer) fick han idén till sitt artistnamn Eddie Meduza från ett naturprogram om maneter (se: Medusa). CBS Records AB kontrakterade honom 1979 för albumet Eddie Meduza & The Roaring Cadillacs med en femtonårig John Norum på gitarr. Skivan blev en succé, men Norstedt fortsatte trots detta att ge ut kassetter på egen hand under sin pseudonym E. Hitler.
Hösten 1981 åtalades Errol Norstedt för rattfylleri och dömdes till en månads fängelse, som skulle avtjänas på Skänningeanstalten i september 1982. Efter bara fyra dagar fick han diagnosen "nervsammanbrott" och överfördes istället till Falbygdsklinikerna i Falköping där han fick vård under den resterande strafftiden. Nervsammanbrottet var enligt hans egna uppgifter simulerat och ett sätt att slippa fängelset.
Norstedt var alkoholiserad men försökte flera gånger sluta dricka. Under turnén Griståget tillsammans med Svullo 1993 kollapsade Norstedt och fick diagnosen kammarhypertrofi (förstorat hjärta). Norstedt ändrade livsföring omedelbart, slutade att dricka och började träna. Trots detta tog Norstedt flera återfall i sin alkoholism och 2002 avled Norstedt av en hjärtinfarkt. Askan efter honom spreds sommaren 2003 utanför Rossö i Kosterfjorden, en mil söder om Strömstad.
Eddie Meduza var mycket produktiv och skrev fram till sin död över 900 visor och sketcher fördelat på nära 90 album och kassetter. Mycket har dock inte getts ut då han var både självkritisk och frikostig med sitt material och sägs ha delat ut kassetter med outgivet material som presenter till fans. De första kassetterna är idag åtråvärda samlarobjekt.
Det var först efter hans död som hans musik började uppfattas på ett mer seriöst sätt i medierna genom flera inslag i P1, P3, radiodokumentärer (Mera brännvin), och han har till viss del också fått upprättelse som artist och humorist. Den 3 februari 2010 hade Eleganten från vidderna – Filmen om Eddie Meduza premiär på biografen Roy under Göteborg International Filmfestival, en film som tagit nära två år att göra. I författaren Per Hagmans bok Vänner för livet är Eddie Meduza med som huvudpersonen Eriks farbror, en helt igenom fiktiv figur.

## Musikstil
Norstedt gjorde sig framför allt känd inom raggarrocken med låtar som "Mera brännvin" och "Volvo" men skrev även mer seriösa rocklåtar som till exempel "Leader of the rockers", "Goin' back to Oklahoma" och "Honey B". Norstedt skrev också seriös pop-/rockmusik för sig själv eller andra artister, ofta dansband som till exempel Trio me' Bumba, Saints, Max Fenders och Streaplers. Bland låtarna kan nämnas "Tretton år", "Eleganten ifrån vidderna", "Ingen plockar en maskros", "Midsommarnatt" och "Evert". Många av Norstedts verk nådde också Svensktoppen, dock oftast med andra artister och grupper. Några exempel är "Evert" (med Matz-Ztefanz med Lailaz), "Så bjud upp till nästa dans" (Beatmakers med Boris) och "Ute på vischan" (med Lasse Stefanz).
Genremässigt prövade han på ett otal musikstilar, till exempel:
- Rockabilly: "Volvo", "Get out of town", "Red haired Lisa", "Rockabilly rebel" m.fl.
- Reggae: "Take my heart" (Snarare en fusion mellan reggae och hårdrock), "Heaven is near me", "Oh, Gabrielle" m.fl.
- Visor: "Födelsedagstårtan", "Gotlands Södra Udde" m.fl.
- Dansband: "Evert", "Åskefällalund", "Tampico", "Ingen plockar en maskros" m. fl.
- Doo wop: "Tommy Hade en Cadillac", "Jag smeker mitt Rövhål/Jag kramar min kudde", "Jag har en kraftig, saftig röv/Teenage Love" m.fl.
- Ska: "Fete Norstedt"
- Hårdrock: "I believe in roewhaoth", "Gubbarnas heavy rock'n'roll", "Get around", "I'm a Fighter" m.fl.
- Punk: "Punkjävlar", "Kuken står på Mats Olsson" m.fl.
- Hiphop: "Fruntimmer", "Jag hatar Hip Hop" m.fl.
- Disco: "Let's fall in love", "Disco burp" m.fl.
- Blues: "Shame shame woman", "Someone shot my daddy", "Landlord blues", "Fine fine", m.fl.
- Ballader: "Next time", "Anytime at all", "Impossible love" m.fl
- Rockballader: "'Til the end of time", "If I'm a fool" m.fl
- Countrymusik: "Little brighteyed girl in blue jeans", "Cryin' in my pillow", "American truck" m.fl.
- Boogierock: "Red Mazerati", "Route 66", "Have a party with me"
- Tango: "Jag släppte en skit på dansrotundans dansgolv/En tango med dig", "Sunda Åsikter" m.fl.
- Tyrolermusik: Bomparock aus Österreich

## Texter och tematik
Under pseudonymen E. Hitler fick Norstedt utlopp för sin mest obscena humor, sin musikaliska experimentlusta och sina samhällskritiska texter, vilka passade illa ihop med varumärket Eddie Meduza. Bland dessa verk märks "Den runkande spårvagnschauffören", "Slicka en fitta", "Vresa upp fetta" och "Fruntimmer sa en ha å knulla mä". En del paralleller kan här dras till schlagerkompositören Johnny Bode och med könsrockgrupper som Onkel Kånkel and his kånkelbär.
Norstedt spelade många instrument. På sina kassetter, som han gjorde i sin egen studio, "Studio Ronka", spelade han med mycket få undantag alla instrument själv och gjorde dessutom själv alla vokala insatser, både på kassett och på skiva.
Norstedts texter präglas av ett antal teman som ofta återkommer: Sexuell frustration (till exempel "Nu har min mage blivit stor", "Runkeball", "Vresa upp fetta, kärringajävel" m.fl.), fylleri (ofta med en ambivalent inställning där fylleriets baksidor beskrivs ingående, se till exempel "Julesång", "Alla tiders fyllekalas", "Mera Brännvin"), och politikerförakt (speciellt mot socialdemokratin och dess ledare, se till exempel "Såssialdemokraterna", "Göran Persson i mitt rövhål", "Hoppla lilla åsna", "Kliar mig i röven", men även mot nykterhetsivrare som centerpartisten Torsten Bengtson, exempelvis "Torsten hällde brännvin i ett glas åt Karin Söder"). Vidare förekommer en stor mängd sketcher på temat "den enkle mannen mot samhället" där den enskilde sätter sig upp (och vinner) mot myndigheter eller överklass (i "Torsten hällde brännvin i ett glas åt Karin Söder" så förekommer verserna "och systemet det var öppet, trots att det va' lördag... och man kunde andas, utan att bli häktad". Se även "Eleganten ifrån vidderna"). Norstedt använde ofta sina texter för att slå tillbaka mot de journalister som skrev ner hans skivor eller konserter, framförallt var Mats Olsson en av de som ofta förekom i hans texter (se till exempel "Kuken står på Mats Olsson", "Mats Olsson runkar kuken", "Mats Olsson är en jävla bög", "Jag vill ha en Grammis", "Jävla Journalist"). Även Bert Karlsson har kritiserats i Norstedts texter till följd av en konflikt mellan Norstedt och Karlsson angående ett singelsläpp vilket i sin tur ledde till att Norstedt sa upp kontraktet, och i låten "Herr Karlsson är ett svin" framgår något av denna kritik. Bert Karlsson äger numera Meduzas upphovsrättigheter, och efter hans död lovade Karlsson att arvingarna skulle få del av hans royalties.
Därtill författade han en mängd visor som troligen var ämnade som ren underhållning ("Porrfavor (Compangeros)", "Tvättmaskinen", "Epatraktorn" mfl) och ett stort antal visor på klassiska raggarteman som bilar och kvinnor. Norstedt gjorde också ett flertal försök att skriva seriös rock 'n' roll med låtar som "Red haired Lisa", "Rocky Rocky", "The Man in the sky" m.fl. Han skrev även ballader som "If I'm a fool", "Anytime at all", "Love's on the run" m.fl.
Trots Norstedts kyliga relation till musikrecensenter har många av hans låtar tagit sig till Svensktoppen med andra artister.

## Kända pseudonymer och figurer

### Börje Lundin
Börje Lundin är ett av Eddie Meduzas många alter egon. Under namnet Börje Lundin framför han ett antal av sina låtar, bland annat "Min epatraktor", "Världens bäste chaufför", "Ute på vischan" och "Börjes funderingar". Framför allt förekommer Börje på de två kassetterna "Börje Lundins kräftkalas" samt "Börje Lundins julafton" men även på LP-utgåvor som "För jaevle braa!" och "West a fool away".
Om figuren Börje kan konstateras att han lever på en gård någonstans "ute på vischan" i Västergötland. Han bor tillsammans med sin bror Sven Lundin. Återkommande besökare hos bröderna är deras kamrat Ljungbacka-Erik och Lisa, en kvinna vars relation till de övriga är oklar förutom att den är av sexuell natur. Enligt obekräftade påståenden talar Börje Lundin den dialekt som förekommer runt Tidaholm i Västergötland. Börje säger själv att han aldrig gått i skola, han är inte speciellt allmänbildad, är väldigt dålig på engelska, han ägnar sig flitigt åt hembränning, vansinneskörning med trimmad epatraktor, tidelag och andra suspekta verksamheter, men skäms inte alls för något av detta. Han kan sägas utgöra sinnebilden av en rå, obildad och oborstad bonnläpp. Han har ett hett humör och tar gärna till nävarna när argumenten tryter, vilket de ofta gör med tanke på hans intellektuella nivå.
En trummis vid namn Börje Lundin påstods spela på Eddies fjärde studioalbum Gasen i botten. I själva verket var det Norstedt själv som stod för trummorna vilket man kan höra i början av låten Glasögonorm som finns på albumet.

### Sven Lundin
Sven Lundin är Börjes korkade bror och förekommer på Norstedts kassetter tillsammans med brodern och deras ständigt besökande kamrat Ljungbacka-Erik.
Sven är helt klart sin brors underhuggare. Han har en väldig respekt för denne, och tar ofta order från honom om vad han ska göra. Ofta med svaret "Ja det ska jag göra Börje, det ska jag göra!" Men ibland visar han missnöje med att bli behandlad som en bifigur. Han pratar extremt släpig och bred dialekt, låter smått efterbliven på rösten ibland (kanske är det därför han blir behandlad som sådan av sin bror?) Han är dock mycket tekniskt kunnig när det gäller epatraktorer. Han är också mycket bättre på engelska än sin bror och får faktiskt hjälpa och visa honom till rätta ibland när denne inte vet hur något uttalas eller vad det betyder.

### Ljungbacka-Erik
Ljungbacka-Erik är en figur som förekom mycket på Norstedts kassetter, tillsammans med sina kumpaner bröderna Börje och Sven Lundin. Dessa tre personer fanns i många av Eddie Meduzas övriga plattor.
Ett Ljungbacken ligger mellan Tidaholm och Velinga. Eventuellt bor bröderna Lundin just i Velinga, som är en av flera platser i Tidaholms kommun som figurerar i Meduzas texter.
Ljungbacken, som han ofta bara kallas, är skämtaren och humoristen i gänget, och underhåller ofta de andra med skämt, monologer, episoder ur sitt liv, och dråpliga kommentarer, vilket Börje och Sven skrattar hjärtligt åt!
Ljungbacken har även haft en kort karriär som stå-uppare. Han är något av Svens "idol", för det bästa denne vet är när Ljungbacken kommer och hälsar på och skämtar och berättar saker. Om Ljungbacken inte har någon poäng i sina skämt (vilket är mycket vanligt) slänger han in ett "roewa("röva")" , varvid Sven, Börje och Ljungbacken själv gapskrattar.
Ljungbacken verkar vara den "minst korkade" av de tre och inte lika bonnig och simpel som Börje och Sven, och skrattar ofta gott åt deras okunnighet.
Han har en flickvän vid namn Lisa som han dock frikostigt delar med sig av till Börje och Sven.
Han är väldigt smal och "skinntorr" (enligt honom själv) men tål ändå mycket mer alkohol än både Börje och Sven. Övriga intressen och färdigheter han besitter är hembränning och spela dragspel.

### Greve von Boegroeff
Greve von Boegroeff är en fiktiv homosexuell skånsk greve. Boegroeff är mest känd för låtar så som "Jag är bög", "Ta mig i röven, pojkar" och "Sug mig mina drängar" med flera. Adelssläkten von Boegroeff påstås härstamma från Ryssland.

### E. Hitler
E. Hitler (ibland "E.Hitler & Luftwaffe") var den pseudonym som Norstedt använde för att släppa ut de mest kontroversiella, samhällskritiska och vulgära texterna. Under denna pseudonym uttryckte Norstedt sin musikaliska experimentlusta med bland annat låtarna "Slicka en fitta", "Vresa upp fetta" och "Fruntimmer sa en ha å knulla mä". I ett av kassettbanden där Eddie Meduza och E. Hitler samtalar med varandra (Dubbelidioterna) och spelar låtar tillsammans framträder de båda figurerna som ovänner. Från början höll Norstedt isär E. Hitler från Eddie Meduza. Under pseudonymen E. Hitler släpptes främst kassetter med vulgära låttexter och bisarra sketcher, medan Eddie Meduza var hans pseudonym på LP-skivor med något seriösare musik för den bredare publiken.
Till skillnad från de andra pseudonymerna som Norstedt fantiserade ihop så har E. Hitler ingen bostad någonstans i verkligheten. Börje, Sven och Ljungbacken bor i Västergötland, Bob Lewis i "Average in Arkansas" och Greve Von Boegroeff i Skåne, medan E. Hitler verkar ha bott enbart i Norstedts huvud. Han pratar dock ofta om att han bor i ett "Residens" på en äng, uppe på en höjd, omgärdat av skog, med en grusgång fram till porten. I residenset har han en studio där han spelar in sina "dinga" kassetter, och nere i källaren brukar han ha vilda fester med Luftwaffe och sina övriga gäster och vänner. En av hans favorithobbyer är att slå ner kronofogdar och andra fordringsägare som kommer hem till honom för att kräva pengar av honom.
E. Hitler finns med på ett antal av Norstedts kassetter, från 1976–1979 och på E. Hitler På Dansrotundan (1987). E. Hitler har även en imaginär bror, A. Hilter. Observera att Norstedt här har kastat om "l" och "t" för att likheten med den tyske diktatorn Adolf Hitler inte skall bli för tydlig.

### Bob Lewis
Bob Lewis är en pseudonym påhittad av Norstedt tillsammans med teknikern Patrik Tibell. Bob Lewis medverkar på Eddie Meduzas sista studioalbum Scoop från 2001. Med ett klingande svengelskt uttal tror han att han kan sjunga som Elvis Presley fast han inte kan det, men gör ändå sitt bästa. Figuren lär vara bosatt i "Average in Arkansas" (med uttalet Akan-saw). Bob Lewis var den sista kända pseudonymfiguren som Eddie Meduza hittade på innan han dog år 2002.

## Exempel på mindre kända figurer

### Luftwaffe
E. Hitlers kompgrupp, vänner, hantlangare och "gäng" som sägs bestå av 13 personer, varav endast 4 omnämns med namn och sägs kunna spela instrument.

### Smällphete Sigge
Smällphete Sigge heter egentligen Jan-Åke Fröidh (1956–2019) och var en av Norstedts vänner. Han framträdde bland annat i de filmer som Norstedt producerade under tidigt 1990-tal, och finns även omnämnd i titeln i en låt på Eddie Meduzas tredje album Garagetaper som heter "Smällphete Sigges hode". Smällphete Sigge framträder även själv på flera av Norstedts kassetter i följande låtar och sketcher:
- Smällfete Sigges Hode
- Ibiza
- Ronka I Ryssland
- Finska Vinterkriget
- Tibetansk Runkarsång
- Roliga Ljud (sketch)

### Efraim Barkbit
En figur som förekommer i diverse kassettband med Norstedt. Gestaltens ursprung kommer ifrån trakterna runt Rävemåla i Småland. (Rävemåla kohage). Efraim Barkbit har vunnit världsmästerskapen i att prata skit i Uculele i Moçambique 1977 samt har en fruktansvärd röv, som en hel ladugårdsvägg. Han behärskar även den svåra konsten att spela musik på rövhålet.

### Rashataren Roger Ballis
Förekommer för första gången '76 på kassetten E. Hitler & Luftwaffe – Mannen Utan Hjärna med låtarna "Negerjävel" och "Ta å klipp dig". Figurens namn är troligtvis inspirerad av kompositören Roger Wallis namn.

### Hakan
Föreståndare för en handelsbod som förekommer i flera av Norstedts låtar. Hakan bedriver sin näringsverksamhet i Målilla i Småland. En av de produkter som tillhandahålls i handelsboden är gröna termosar.

### Frisse Frisén
Storvuxen, våldsam och korkad. Meddelar sig mest genom att vråla och grymta och hota med stryk! Ledare för Luftwaffe, som är E. Hitlers hantlangare, vänner och "gäng" och kompgrupp, mm. Den ende person som E Hitler är rädd för och inte vågar säga emot. Dock är Frisse ganska korkad och lätt att lura, till exempel genom att säga åt honom att slå sig själv i huvudet.
Utöver dessa förekommer även figurerna Sven Svensson från Svenljunga, Markis De Sade, Farbror Sven och Farbror Ruben.

## Kritik
Norstedts första album släppt under artistnamnet Eddie Meduza, blev sågat av många musikrecensenter. Journalisterna Per Bjurman och Mats Olsson har båda kritiserat Norstedts musik. De två har också som hämnd fått låtar tillägnade sig på hans kassetter. Många av de låtar Norstedt släppt under artistnamnet Eddie Meduza anses som icke rumsrena. Detta gjorde att de spelades väldigt sällan på Sveriges Radio. När programmet Ring så spelar vi en gång spelade Meduza-låten "Epatraktor" hade det blivit stor uppståndelse då lyssnarna ansåg att texten var för grov. Kultur- och musikjournalister sågade ständigt hans skivor och konserter, och avfärdade honom som lägsta formen av buskis och ett skämt. Upprörda politiker, nykterister och religiösa försökte stoppa och förbjuda honom från att uppträda. Norstedt uttryckte ofta en frustration över detta. Att han släppt flera skivor med seriös musik samt med rocklåtar på engelska, tycktes helt komma i skuggan av hans burleska produktion. Han fick ständigt dras med stämpeln att han enbart sjöng om brudar, brännvin och bilar. Norstedt kände sig orättvist behandlad av media, tidningar, recensenter och kom mer och mer att se sig som ett "missförstått geni", vilket han bland annat uttryckt i sin låt "Runke min ball". "Det spelar ingen roll vad jag gör, de sågar mig ändå" har han uppgett i flera intervjuer.

## Popularitet i Mexiko
Norstedts låt "Reaktorn läck i Barsebäck" har blivit omåttligt populär i Mexiko, där låten döpts om till "Himno a la banda". Även låten "Skinnet" har fått spridning i spansktalande länder, där den har översatts till "El Rock del Topo Gigio".

## Diskografi

### LP-skivor
- 1975 – Errol
- 1979 – Eddie Meduza & The Roaring Cadillacs
- 1980 – Garagetaper
- 1981 – Gasen i botten
- 1982 – För jaevle braa!
- 1982 – 21 värsta!!!
- 1983 – Dåren e lös
- 1984 – West a Fool Away
- 1984 – BOX
- 1985 – Ain't Got No Cadillac
- 1986 – Collection
- 1990 – På begäran
- 1990 – You Ain't My Friend
- 2015 – Raggare (återutgivning av kassetten)
- 2017 – Rockabilly Rebel (ej samma som dubbel-CD:n)

### CD-skivor
- 1989 – Dom dåraktigaste dumheterna digitalt (Röven 1)
- 1989 – Dom dåraktigaste dumheterna digitalt (Röven 2)
- 1990 – På begäran
- 1990 – You Ain't My Friend
- 1991 – Collection (Ej samma som dubbel-LP:n)
- 1994 – Eddie Meduza (återutgivning av "För jeavle braa!")
- 1995 – Eddie Meduza (2 cd)
- 1995 – Harley Davidson
- 1997 – The Roarin' Cadillacs Live (återutgivning av "Dåren e lös")
- 1997 – Silver Wheels
- 1998 – Värsting hits
- 1999 – Väg 13
- 1999 – Dance Mix
- 1999 – Alla tiders fyllekalas vol. 1
- 1999 – Alla tiders fyllekalas Vol. 2
- 1999 – Alla tiders fyllekalas Vol. 3
- 2000 – Alla tiders fyllekalas Vol. 4
- 2000 – Alla tiders fyllekalas Vol. 5
- 2000 – Alla tiders fyllekalas Vol. 6
- 2001 – Scoop
- 2001 – Alla tiders fyllekalas Vol. 7
- 2001 – Alla tiders fyllekalas Vol. 8
- 2001 – Alla tiders fyllekalas Vol. 9
- 2002 – Just Like an Eagle
- 2002 – Eddie Meduza & The Roaring Cadillacs (återutgivning av LP:n)
- 2002 – Garagetaper (återutgivning av LP:n)
- 2002 – Gasen i botten (återutgivning av LP:n)
- 2002 – West a Fool Away ("laglig" version, återutgivning av LP:n)
- 2002 – Ain't Got no Cadillac (återutgivning av LP:n)
- 2002 – You Ain't My Friend (återutgivning av LP:n)
- 2002 – Alla tiders fyllekalas Vol. 10
- 2002 – Alla tiders fyllekalas Vol. 11
- 2002 – Alla tiders fyllekalas Vol. 12
- 2003 – Live(s)! CD+DVD
- 2003 – 100% Eddie Meduza
- 2003 – Live(s)! CD
- 2004 – Rock'n Rebel
- 2005 – Alla tiders fyllekalas Vol. 13
- 2005 – Alla tiders fyllekalas Vol. 14
- 2005 – Alla tiders fyllekalas Vol. 15
- 2005 – Alla tiders fyllekalas Vol. 16
- 2005 – Raggare (återutgivning av kassetten)
- 2006 – Dragspelsrock
- 2006 – Dubbelidioterna (återutgivning av kassetten)
- 2008 – Eddie Meduzas samlade verk
- 2010 – Rockabilly Rebel
- 2012 – Errol (återutgivning av LP:n)
- 2014 – En jävla massa hits

2017 the lost tape

### Kassetter
- 1975 – Errol
- 1976 – E. Hitler & Luftwaffe – Mannen utan hjärna
- 1977 – E. Hitler & Luftkaffe Nr. 1
- 1977 – E. Hitler & Luftwaffe Nr. 2
- 1979 – Eddie Meduza & The Roarin' Cadillacs
- 1979 – E. Hitler & Luftwaffe Nr. 3 Del 1
- 1979 – E. Hitler & Luftwaffe Nr. 3 Del 2
- 1979 – God jul & gott nytt år från CBS
- 1980 – Greatest Hits
- 1980 – Garagetaper
- 1981 – Gasen i botten
- 1982 – 21 värsta!!!
- 1982 – För jaevle braa!
- 1983 – Dåren e lös
- 1983 – Dubbelidioterna
- 1984 – Eddie Meduza presenterar Lester C. Garreth
- 1984 – West a Fool Away (stoppad version)
- 1984 – West a Fool Away ("laglig" version)
- 1985 – Hej Hitler!
- 1985 – Legal Bootleg (kassettbox)
- 1985 – Ain't Got no Cadillac
- 1986 – Collection
- 1986 – Raggare
- 1987 – Greatest Hits
- 1987 – Jag blir aldrig riktigt vuxen, jag
- 1987 – E. Hilter på dansrotundan
- 1987 – Börje Lundins julafton
- 1987 – Gamla goda klassiker (kassettbox)
- 1988 – Radio Ronka Nr. 1
- 1988 – Börje Lundins kräftkalas
- 1988 – Dårarnas julafton
- 1989 – Idiotlåtar
- 1989 – Flera fanerier/fånigheter (kassettbox)
- 1989 – Dårarnas midsommarafton
- 1990 – På begäran
- 1990 – Radio Ronka Nr. 2
- 1990 – You Ain't My Friend
- 1993 – Jubelidioterna
- 1993 – Första försöken (nyutgåva av kassetten från "Legal Bootleg")
- 1993 – Fortsättning följer (nyutgåva av kassetten från "Legal Bootleg")
- 1993 – Fräckisar (nyutgåva av kassetten från "Legal Bootleg")
- 1993 – Mera material (nyutgåva av kassetten från "Legal Bootleg")
- 1993 – Svensktoppsrulle (nyutgåva av kassetten från "Legal Bootleg")
- 1993 – Bonnatwist (nyutgåva av kassetten från "Legal Bootleg")
- 1994 – Eddies garderob
- 1994 – Eddie Meduza (återutgivning av "För Jeavle Braa!")
- 1994 – Kräftkalas -94 / Kräftkalas två
- 1994 – Hjärndelirium 2000
- 1995 – Harley Davidson
- 1996 – Rockligan
- 1996 – Radio abonnerad
- 1996 – Scanaway
- 1996 – Rätt sorts råckenråll
- 1996 – God jul, era rövhål!
- 1997 – The Roarin' Cadillacs Live (återutgivning av "Dåren e lös")
- 1997 – Silver Wheels
- 1997 – Summer Tour -97
- 1997 – Di värsta pervvärsta låtarna
- 1997 – Di värsta pervvärsta sketcherna
- 1997 – Göran Persson är en galt
- 1998 – Värsting hits
- 1998 – Compendia Ultima (kassettbox)

### Singlar
- 1975 – Tretton år / Här hemma (Under sitt riktiga namn)
- 1978 – Punkjävlar / Oh What a Cadillac
- 1979 – Not for Sale (Promo)
- 1979 – The Eddie Meduza Rock'n Roll Show 1979 (Promo)
- 1979 – Yea, yea, yea / Honey B
- 1979 – Såssialdemokraterna / Norwegian Boogie / Roll Over Beethoven
- 1981 – Volvo / 34:an
- 1981 – Gasen i botten / Mera brännvin
- 1982 – Han eller jag, vem ska du ha / Tonight (ej officiellt utgiven)
- 1982 – Jätteparty i kväll  / Tonight
- 1982 – Jätteparty i kväll  / Han eller jag, vem ska du ha
- 1982 – Sverige / Stupid Cupid
- 1983 – Fruntimmer ska en ha... / (ingen b-sida)
- 1983 – Fruntimmer ska en ha... / Han eller jag, vem ska du ha?
- 1983 – Jag vill ha en brud med stora bröst / Leader of the Rockers
- 1983 – Jag vill ha en brud med stora pattar / Leader of the Rockers
- 1984 – Sveriges kompani (Militärpolka) / Dunder å snus
- 1984 – Punkar'n å raggar'n / Hej på dig Evert
- 1984 – Fisdisco / California Sun
- 1985 – The Wanderer / It's All Over Now
- 1988 – Småländsk sommarnatt / Birds and Bees (Under pseudonymerna "Marcel Jelevac" och "Terry Clifton")
- 1990 – Sweet Linda Boogie / Heart Don't Be a Fool
- 1990 – Sweet Linda Boogie / Oh, Gabrielle / Crying in My Pillow (Cd-promo)

### VHS
- 1991 – Guldtuppen Uppsala 1/6-91
- 1993 – Gröna Lund 26/8-93
- 1993 – Jag har världens största... Vol. 1
- 1995 – Legal Video Bootleg
- 1996 – Privat pirat
- 1996 – Nya tider

### DVD
- 2003 – Live(s)! DVD
- 2006 – Legal Bootleg
- 2007 – Legal Bootleg vol 2
- 2010 – Eleganten från Vidderna – Filmen om Eddie Meduza (Anakronfilm, Michael Rosengren AB, Imagoton) Källa: Svenska Filminstitutet.
- 2013 – Levande på Grönan 1993
- 2014 – Sådan far sådan son[20]